# Olšany (Kluky)
Olšany (německy Wolschan) jsou malá vesnice, část obce Kluky v okrese Kutná Hora. Nachází se asi jeden kilometr západně od Kluk. Vesnicí protéká Olšanský potok.
Olšany leží v katastrálním území Olšany u Čáslavi o rozloze 2,32 km².

## Historie
První písemná zmínka o vesnici pochází z roku 1387.